# Alcool homovanillique
L'alcool homovanillique, 4-(2-hydroxyéthyl)-2-méthoxyphénol ou encore 3-méthoxy-4-hydroxyphényléthanol (nom auquel il doit son acronyme « MOPET ») est un composé aromatique de la famille des vanilloïdes, de formule C9H12O3. Il est constitué d'un noyau vanillyle substitué par un groupe éthanol. C'est un métabolite de l'hydroxytyrosol, lui-même un métabolite de la dopamine.